# ألبرت هاملين
ألبرت هاملين هو سياسي نيوزيلندي، ولد في 1844، وتوفي في 1900 في Remuera ‏ في نيوزيلندا. انتخب عضو مجلس النواب النيوزيلندي ‏.